# Hjalmar Riiser-Larsen

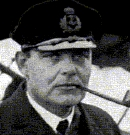
Hjalmar Riiser-Larsen

Hjalmar Riiser-Larsen (* 7. Juni 1890 in Oslo; † 3. Juni 1965 in Kopenhagen) war ein norwegischer Luftfahrtpionier, Polarforscher und Geschäftsmann. 

## Leben
Als Sohn eines Kapitäns verbrachte Riiser-Larsen schon seine ersten Lebensjahre bis zur Geburt seines zweiten Bruders 1895 an Bord des Schiffes seines Vaters. Im Jahr 1906 machte er sein Abitur und fuhr anschließend auf Segel- und Dampfschiffen zur See. Im Alter von neunzehn Jahren trat er in die norwegische Marineakademie ein, wurde 1912 Offizier der Marine, wurde 1915 Kapitänleutnant der Marineflieger und 1926 Kapitän.
1915 heiratete Riiser-Larsen und er zog 1921 mit der Familie nach Kristiania. Die Ehe hielt allerdings nicht und wurde in den 1930er Jahren geschieden. 1938 heiratete er zum zweiten Mal.
Ab 1915 wurde Riiser-Larsen zum Marinepiloten ausgebildet. 1917 erhielt der in Großbritannien eine Testpilotenausbildung. Öffentliche Aufmerksamkeit zog Riiser-Larsen das erste Mal durch eine Flugshow während des Treffens der skandinavischen Könige in Oslo 1917 auf sich. Eine weitere Flugshow folgte 1919 in Kopenhagen. 2021 folgte eine Ausbildung zum Luftschiffpiloten.
Nach dem Ersten Weltkrieg diente er als Geschäftsleiter der Fabrik der Marineluftwaffe, bis ein dienstälterer Offizier ernannt wurde. 1921 wurde er Mitglied des Luftfahrtrates, der als Sekretariat Teil des norwegischen Verteidigungsministeriums war. Dieser Schritt gab ihm die Gelegenheit, die jungen Infrastrukturen der militärischen und zivilen Luftfahrt zu studieren, für die der Rat zuständig war. Auch flog er häufig auf den Routen der neuen Luftfahrtgesellschaften.

## Polarforschung

### Flug über den Nordpol

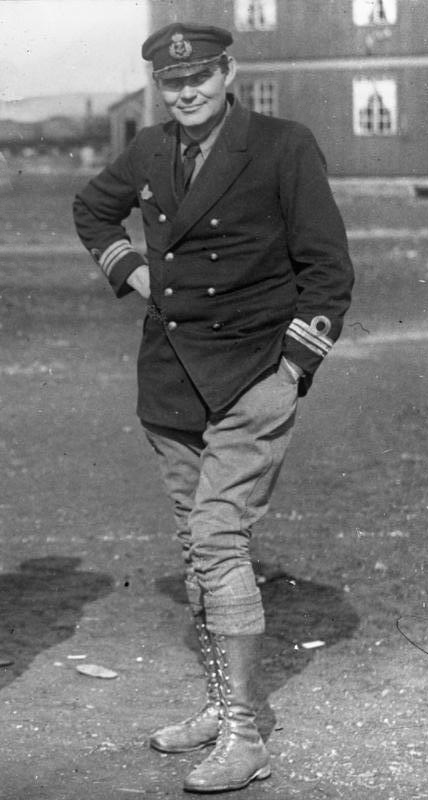
Hjalmar Riiser-Larsen, 1925

Riiser-Larsens Jahre der Polarforschung begannen 1925, als sein Landsmann Roald Amundsen, der berühmte Polarforscher, ihn fragte, ob er beim Versuch, den Nordpol zu überfliegen, sein Pilot sein wolle. Riiser-Larsen sagte zu und organisierte zwei Dornier-Wal-Flugboote. Die Amundsen-Ellsworth-Flugexpedition scheiterte jedoch; man wurde nahe dem Pol zur Landung gezwungen, wobei eines der Flugzeuge schwer beschädigt wurde. Nach sechsundzwanzig Tagen auf dem Eis, man hatte nach Amundsens Schätzung fünfhundert Tonnen Schnee geschippt, um eine Startbahn zu schaffen, quetschten sich die sechs Expeditionsmitglieder in das verbliebene Flugzeug. Riiser-Larsen gelang es, das überladene Flugzeug zum Abheben zu bringen und die Expedition zu einem guten Ende zu führen.
Im folgenden Jahr begleitete Riiser-Larsen Amundsen bei einem erneuten Versuch. Zusammen mit dem Italiener Umberto Nobile, dem Amerikaner Lincoln Ellsworth und 12 weiteren Begleitern flog man diesmal im Luftschiff Norge. Nachdem man Spitzbergen am 11. Mai 1926 verlassen hatte, war der Überflug zwei Tage später gelungen, man landete nahe Teller, Alaska. Die Männer an Bord der Norge werden gemeinhin als die ersten Menschen betrachtet, die mit ihrem Überflug nachweislich den Nordpol erreicht haben, da zuvor weder Frederick Cook noch Robert Peary oder Richard Byrd ihre Ansprüche vollständig beweisen konnten.
1928 nahm Riiser-Larsen an der Suche nach seinem Kameraden Umberto Nobile teil, der mit einer italienischen Expedition zum Überflug des Pols abgestürzt war. Auch als Amundsens Wasserflugzeug vermisst wurde, nahm er an der Suche teil. Nobile und sein Team wurden gefunden, Amundsen hingegen blieb verschollen.

### Die Expeditionen mit derNorvegia
Die Norvegia-Expeditionen waren ein Teil der vom norwegischen Schiffseigner und Walfänger Lars Christensen in den Zwanziger- und Dreißigerjahren finanzierten Antarktisexpeditionen. Die angeblichen Ziele waren wissenschaftliche Forschungen und die Entdeckung neuer Walfanggründe, doch Christensen bat das Auswärtige Amt Norwegens auch um die Erlaubnis, entdeckte Territorien für Norwegen zu beanspruchen. Am Ende der zweiten Expedition waren zwei kleine Inseln im Südlichen Ozean norwegisch, die Bouvetinsel und die Peter-I.-Insel.
1929 beschloss Christensen, bei der nächsten Expedition Flugzeuge einzusetzen und ernannte Riiser-Larsen zum Leiter der Operation. Riiser-Larsen nahm in der Folge an der Kartierung des größten Teils der Antarktis bei dieser und drei weiteren Expeditionen teil. Auch wurde mehr Territorium für Norwegen in Besitz genommen, nämlich das Königin-Maud-Land.

## Ehrungen
Nach ihm sind die Landspitze Riiser-Larsenodden, das Riiser-Larsen-Schelfeis, Mount Riiser-Larsen, die Riiser-Larsen-Halbinsel, die Riiser-Larsen-See und mittelbar auch das Riiser-Larsen Basin in der Antarktis benannt.

## Geschäft und Krieg

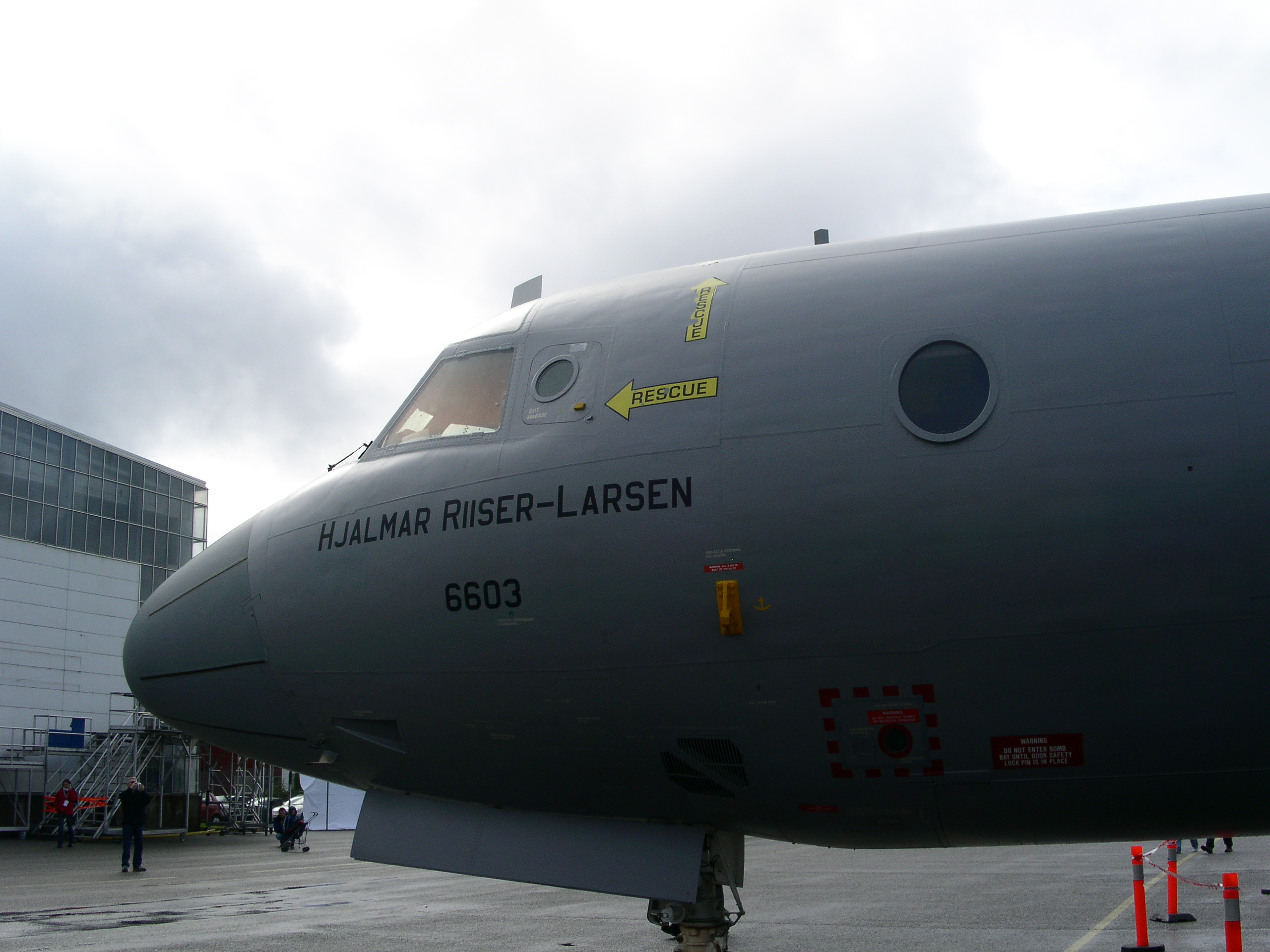
P3-N Orion „Hjalmar Riiser-Larsen“ der norwegischen Luftwaffe

1939 wurde das norwegische Militär verkleinert und Riiser-Larsen gehörte zu den Offizieren, die entlassen wurden. Ihm wurde jedoch von der Reederei Fred. Olsen & Co. schnell ein neuer Job als Leiter der neugebildeten Luftfahrtgesellschaft DNL angeboten. Er lud einige ehemalige Marinepiloten ein, für ihn zu arbeiten und machte die Gesellschaft schnell sehr erfolgreich. 1946 sollte die DNL eine der vier skandinavischen Luftfahrtgesellschaften sein, die sich zur heutigen Scandinavian Airlines System (SAS) zusammenschlossen.
Als das Deutsche Reich Norwegen 1940 im Zuge des Unternehmens Weserübung besetzte, trat Riiser-Larsen wieder der norwegischen Marineluftwaffe bei, die jedoch wie die gesamte Armee von der Wehrmacht so bald geschlagen war, dass Riiser-Larsen keinen Kampfeinsatz bekam. Stattdessen begleitete er das norwegische Kabinett und die militärische Führung zunächst ins Exil nach London, bevor er nach Toronto ging, um der erste Kommandeur des norwegischen Luftwaffentrainingslagers Little Norway zu werden.
Anfang 1941 kehrte Riiser-Larsen nach London zurück, um zunächst den Oberbefehl über die Marineluftwaffe zu übernehmen, dann den über die vereinigte Luftwaffe. 1944 wurde er zum Generalmajor ernannt und übernahm die Leitung der gesamten norwegischen Luftwaffe. 1946 trat er aufgrund von aufkommender Kritik verbittert zurück.

## Rückkehr ins Geschäft
1947 wurde Riiser-Larsen wieder Leiter der DNL, die sich jedoch wenige Monate später mit drei anderen skandinavischen Luftfahrtgesellschaften zur SAS vereinigte. Riiser-Larsen wurde danach Berater und Regionalleiter, verantwortlich für transkontinentale Luftfahrtrouten. Eine dieser Routen, wenngleich erst nach seinem Rückzug 1955 eingerichtet, war die „Erfüllung seiner Vision“: Die Route nach Nordamerika über den Nordpol.
Riiser-Larsen starb am 3. Juni 1965, vier Tage vor seinem 75. Geburtstag.

## Auszeichnungen (Auswahl)
- Kommandeur mit Stern des Sankt-Olav-Ordens (1925)[2]
- Ehrenmitglied der Norwegischen Geographischen Gesellschaft (Norske Geografiske Selskab)[2]
- Legion of Merit[2]
- Bronze Star Medal[2]
- Knight Commander des Order of the British Empire[2]
- David Livingstone Centenary Medal